# 48471 Orchiston
48471 Orchiston este un asteroid din centura principală de asteroizi.

## Descriere
48471 Orchiston este un asteroid din centura principală de asteroizi. A fost descoperit pe 7 octombrie 1991 la Tautenburg de Lutz Dieter Schmadel și Freimut Börngen. Asteroidul prezintă o orbită caracterizată de o semiaxă mare de 2,42 ua, o excentricitate de 0,18 și o înclinație de 8,2° în raport cu ecliptica.